# Deutsche Cadre-47/2-Meisterschaft 2019/20

Veranstaltungsort: Bad Wildungen

Die Deutsche Cadre-47/2-Meisterschaft 2019/20 ist eine Billard-Turnierserie und fand vom 7. bis zum 8. November 2019 in Bad Wildungen zum 87. Mal statt.

## Geschichte
Die Ergebnisse stammen von der Homepage der DBU. Weitere Informationen sind nicht bekannt.

## Modus
Gespielt wurde im Round-Robin-Modus bis 200 Punkte. Die Endplatzierung ergab sich aus folgenden Kriterien:
1. Matchpunkte
2. Generaldurchschnitt (GD)
3. Höchstserie (HS)

## Teilnehmer
1. Sven Daske (SBC Langendamm) Titelverteidiger
2. Thomas Berger (BC Nied)
3. Thomas Nockemann (DBC Bochum)
4. Manuel Orttmann (Erfurt)
5. Christian Pöther (ABC Merklinde)
6. Dieter Steinberger (BC Kempten)

## Abschlusstabelle
| Klassement                 | Klassement         | Klassement | Klassement | Klassement | Klassement | Klassement | Klassement | Klassement | Klassement |
| Platz                      | Name               | MP         | Pkt.       | Aufn.      | GD         | BED        | HS         |            |            |
| -------------------------- | ------------------ | ---------- | ---------- | ---------- | ---------- | ---------- | ---------- | ---------- | ---------- |
| 1                          | Sven Daske         | 8:2        | 939        | 23         | 40,82      | 200,00     | 200        |            |            |
| 2                          | Thomas Nockemann   | 7:3        | 996        | 36         | 27,66      | 40,00      | 195        |            |            |
| 3                          | Manuel Orttmann    | 5:5        | 863        | 32         | 26,96      | 40,00      | 72         |            |            |
| 4                          | Christian Pöther   | 5:5        | 710        | 29         | 24,48      | 40,00      | 173        |            |            |
| 5                          | Thomas Berger      | 4:6        | 794        | 33         | 24,06      | 28,57      | 106        |            |            |
| 6                          | Dieter Steinberger | 1:9        | 707        | 37         | 19,10      | 40,00      | 130        |            |            |
| Turnierdurchschnitt: 26,36 |                    |            |            |            |            |            |            |            |            |